# 기타지마 히데아키
기타지마 히데아키(일본어: 北嶋 秀朗, 1978년 5월 23일 ~ )는 일본의 전 축구 선수이자 현 축구 지도자로 현역 시절 가시와 레이솔, 시미즈 에스펄스, 로아소 구마모토에서 공격수로 활약했으며 현재 일본 풋볼 리그의 크리아상 신주쿠 사령탑을 맡고 있다.

## 클럽 경력

### 가시와 레이솔1기
1978년 5월 23일 일본 지바현 나라시노시에서 태어나 후나바시 고등학교를 졸업한 뒤 1997 시즌을 앞두고 가시와 레이솔 입단을 통해 프로에 전격 입문하여 입단 초기 2시즌동안에는 18경기 2골을 기록한 후 입단 3년차였던 1999 시즌부터 본격적으로 주전으로 발탁되었다.
그리고 2002 시즌까지 4시즌동안 공식전 119경기 40골을 터뜨리며 2시즌 연속 J1리그 3위, 1999 시즌 J리그컵 우승과 천황배 4강 등의 성적에 크게 기여했다.

### 시미즈 에스펄스
2002 시즌을 마친 뒤 시미즈 에스펄스로 이적한 이후 2005 시즌까지 3시즌동안 64경기 9골을 기록하면서 시미즈 에스펄스의 2003 시즌 J리그컵 4강과 천황배 4강, 2005 시즌 천황배 준우승에 일조했다.

### 가시와 레이솔 2기
2005 시즌이 종료된 이후 2006 시즌을 앞두고 친정팀인 가시와 레이솔로 복귀하여 2012 시즌 초반까지 공식전 140경기 31골을 터뜨리며 J리그 디비전 2 2006 준우승, 2008 시즌 천황배 준우승, J리그 디비전 2 2010 우승, J리그 디비전 1 2011 우승, 2011년 FIFA 클럽 월드컵 4위, 2012년 일본 슈퍼컵 우승을 이끌었다.

### 로아소 구마모토
2012 시즌이 진행 중이던 2012년 6월 J2리그의 로아소 구마모토로 트레이드되어 2013 시즌까지 2시즌동안 공식전 34경기 3골을 기록한 후 2013 시즌을 끝으로 16년간의 현역 생활을 마무리했다.

## 국가대표팀 경력

### 일본 A대표팀
국제 A매치 데뷔전인 우즈베키스탄과의 2000년 AFC 아시안컵 본선 C조 조별리그 2차전에서 A매치 데뷔골을 터뜨리며 일본의 8년만의 아시안컵 2번째 우승에 일조했으나 같은 해 12월 20일 홈에서 열린 대한민국과의 친선 경기를 끝으로 대표팀과는 더 이상 인연을 맺지 못했다.

## 지도자 경력

### 크리아상 신주쿠
2024 시즌을 앞둔 2023년 11월 16일 일본 풋볼 리그 소속팀인 크리아상 신주쿠의 2대 사령탑으로 취임했다.

## 통계
| 일본 | 일본 | 일본 |
| 연도 | 출전 | 득점 |
| ---- | ---- | ---- |
| 2000 | 3    | 1    |
| 통산 | 3    | 1    |

## 대회 성적

### 클럽 (선수)
가시와 레이솔
- J1리그 : 우승 (2011), 3위 (1999, 2000)
- J2리그 : 우승 (2010), 준우승 (2006)
- J리그컵 : 우승 (1999)
- 천황배 : 준우승 (2008), 4강 (1999)
- FIFA 클럽 월드컵 : 4위 (2011)
- 일본 슈퍼컵 : 우승 (2012)

시미즈 에스펄스
- J리그컵 : 4강 (2003)
- 천황배 : 준우승 (2005), 4강 (2003)

### 국가대표팀 (선수)
일본
- AFC 아시안컵 : 우승 (2000)